# Conjunt Residencial Lleida Park
El Conjunt Residencial Lleida Park és una obra de Lleida (Segrià) inclosa a l'Inventari del Patrimoni Arquitectònic de Catalunya.

## Descripció
Conjunt format per diverses agrupacions d'habitatges integrats en el paisatge i que configuren espais públics. Els habitatges estan organitzats en grups autònoms de quatre edificis, i cadascun d'aquests es troba lleugerament desplaçat o girat respecte als edificis veïns. Cada immoble té quatre pisos: a la planta baixa es troba el garatge i la porta d'accés, i la primera planta permet accedir al jardí salvant un petit desnivell -hi ha un altre jardí de petites dimensions semitancat a la darrera planta. A l'interior dels immobles, una escala de base quadrada organitza l'espai.